# Club Disney
Club Disney és la versió per a Espanya del programa de televisió Disney Club, emès en diversos països de Europa i Amèrica, i que emetrà de nou en Antena 3 en Espanya a partir del 2020. Va ser emès per TVE entre 1990 i 1998 i per Telecinco entre 1998 i 2003.
El programa passà a anomenar-se Zona Disney des de 2002, i va tornar a TVE en 2003 fins a la seva cancel·lació definitiva l'agost de 2007.
A més, Atresmedia va informar que Zona Disney tornarà a Antena 3 l'1 de gener de 2020, sent per conèixer noves sèries, com per exemple Phineas y Ferb, La ley de Milo Murphy, Jessie, etc.
Segons Atresmedia, a partir de 20 de novembre de 2019, estaran disponibles solament per a Atresplayer Premium, i serà un vídeo amb sèries, pel·lícules, etc, que aniran incloent en tot en un en cada vídeo.
A més de tot, Atresmedia va informar que l'horari serà de 6.00 a 11.00 de dilluns a diumenge.

## Estructura
El programa era una successió de sèries (tant animades com, en algunes èpoques, també d'acció real), curts animats, reportatges (entre els quals destacaven els reportatges a parcs Disney d'Europa i els EUA), entrevistes, jocs i concursos, amb la marca pròpia de Walt Disney. El Club Disney comptava amb una versió a l'aire lliure, rodada en algunes de les platges importants d'Espanya, a l'estiu.

## Història

### 1a etapa (1990-1993)
Les primeres temporades estaven presentades per Luis Miguel Torrecillas, Juan José Pardo i Susana Espelleta, i s'emetien en horari de tarda en TVe. Si bé, les hores i dies d'emissió van variar progressivament. Així, des de 1990 fins a juliol de 1991 el programa solia emetre's a partir de les 18.00 - 18.30 de la tarda els dissabtes (encara que algunes vegades s'emetia a partir de les 17:45pm). El juliol de 1991, el Club Disney va començar a emetre's habitualment a partir de les 17.30 - 17.45 i, en 1993, va passar d'emetre's els dissabtes a emetre's els divendres, mantenint l'hora d'emissió que portava des de juliol de 1991.
Igual que les seves contraparts d'Europa, l'escenari original del Club representava de forma animada una plaça central d'un poble, dissenyada per a imitar l'estil curvoso de l'animació.
En aquesta primera etapa, el Club Disney mostrava 4 sèries i un curt d'animació clàssic de Disney. Inicialment (entre 1990 i 91), d'aquestes 4 sèries, dues eren d'animació i les altres dues eren de live action (és a dir, d'imatge real). Les primeres sèries emeses pel magazín van ser, en el cas de les sèries d'animació, Patoaventuras i Chip y Chop: Guardianes rescatadores, i en el cas de les sèries d'imatge real, Un ángel joven i Compañeros. En 1992, el club va començar a emetre tres sèries d'animació i només una de live action, substituint Compañeros i Un ángel joven per Talespin: Los Aventureros del Aire i Don perfecto, i en 1993 la s`rrie de live action (que en aquest any es tractava, inicialment, d'El Secreto de Lost Creek i després, al darrer trimestre de l'any, d'El regreso de un ángel joven) a passar al final de la programació. Amb el temps es van continuar estrenant sèries noves, tals com El pato Darkwing (entrenada en el Club Disney el 7 de novembre de 1992). En aquesta etapa, entre la primera, segona i tercera sèrie s'emetien 2 reportatges sobre la base de llocs interessants o sobre productes de la casa Disney.
Els concursos estaven basats en preguntes pels membres del públic, i els concursants podien coseguir certs regals. També hi havia un concurs per correpondència on els televidents havien d'endevinar la pregunta de la setmana mitjançant tres pistes que els presentadors donaven al llarg del programa i enviar la seva resposta al mateix per correu. Per a participar en les proves i concursos, els interessats havien d'enviar per correu una targeta que venia de regal amb les revistes Disney de l'època.  El premi podia ser des de merchandise de Disney fins a un viatge als parcs Disney de Disney World, a Orlando, o Disneyland París.
En l'estiu de 1992, dos dels presentadors, Luis i Susana, són reemplaçats per Mónica Aragón i Marc Azcona.

### 2a etapa: Canvis d'horari (s'inicia l'horari matinal) i d'escenaris (1994-1996)
El gener de 1994 el programa passa a emetre's, per primera vegada, els dissabtes al matí (des de les 9.30/10.30, depenent de l'època, fins a les 12:15am).
Des de 1994, el decorat imitava una casa. No obstant això, encara quedava part del decorat original a manera d'exteriors, donant a pensar que el programa es rodava a l'interior d'una de les cases de l'original de 1990.
Amb el temps, alguns jocs van ser canviats i substituïts per altres. En aquest sentit, un dels jocs més destacats apareguts el 94 va ser la Prova de l'aiguat, en el qual diversos concursants havien de respondre preguntes de Ciències, matemàtiques i cultura popular o serien mullats amb pintura llançada pels membres del públic.
Durant l'estiu, va haver-hi una altra variant anomenada "El juego del chapuzón", que consistia a mullar als concursant penjats des d'una grua al peu de la mar. Un altre dels concursos del programa va ser "Canta con nosotros" per a poder promocionar unes cintes Karaoke que estaven a la venda en aquells dies, així com el "Concurso desde casa", en el qual els nens participaven per telèfon. El programa també presentava la secció "Quétecuentas" (el 94) i, almenys el 96, algunes seccions on els nens aprenien a cuinar.
Cal destacar que des de 1990 fins a 1995 la sintonia del programa amb la qual aquest iniciava la seva emissió estava basada en el contenidor infantil dels Estats Units "Disney Afternoon", però la sintonia va ser canviada al mateix temps que en altres països (encara que aquesta després va ser reutilitzada per a un programa matinal entre setmana anomenat "Buenos días Disney", emès entre 1996 a 1997 de dilluns a divendres).
Encara que en el 94 el programa encara mantenia sèries de l'etapa anterior, com "Chip y Chop" i "El pato Darkwing" també va emetre La Tropa Goofy i "El guardaespaldas secreto", a més dels curts clàssics de Disney i el 95, el Club Disney estrenà sèries como Aladdín, Las nuevas aventuras de La Sirenita i Emerald Cove.
Tanmateix, al juliol del 96, el Club eliminaria de la seva graella les sèries d'imatge real (que no recuperaria fins al 2006 amb Zona Disney), per la qual cosa la seva programació es va restringir a sèries d'animació. Així, aquest estiu, a més d'emetre Aladdin, La Sirenita i La Tropa Goofy, emetria les sèries Diverti-Risas i Shnookums & Meat, en substitució d'Emerald Cove (que el programa havia emès fins a aquest mes). Al costat del canvi de programació, també va haver-hi un canvi de presentadors perquè, en aquest any, Juan José Pardo i Marc Azcona són reemplaçats per Daniel Bermejo i Diana Wrana.

### 3a etapa: Nous canvis d'escenaris i horaris (1997-1998)
El gener de 1997 el programa sofreix un canvi radical per a adaptar-se a la moda dels 90 i poder competir amb altres programes ja populars en la tv.
En aquesta ocasió, Jordi Cruz, David Carrillo i Elena Ballestero passen a ser els presentadors. Ara, el programa es gravaria als estudis de TVE de Barcelona, i no als de Madrid (com era habitual) i s'emetria en les dues cadenes de TVe, encara que tindria una emissió diària en la 2, mentre que en la 1 només s'emetria els dissabtes. El disseny de l'escenari imita una emissió Pirata per TV. La instal·lació intentava imitar un escenari amateur fet per nens en un magatzem abandonat enmig de la ciutat i en la qual disposaven de taules amb ordinadors i televisors, element habitual i visualment destacat en aquesta nova temporada. A més, l'escenari mancava de públic.
La manera d'emetre les sèries era semblant a una emissió pirata, sense tant de control a les anomalies i interferències. A més, va ser en aquesta època quan es va adoptar el sobrenom "pirata" per a referir-se als espectadors, sobrenom que després es convertiria en un clàssic del programa.
En aquesta nova temporada, el Club Disney va estrenar sèries com Timón y Pumba, Quack Pack (estrenada en juny del 97), Doug i Los Cachorros del Libro de la Selva, a més d'emetre sèries de les etapes anteriors tals com Aladdin i El Pato Darkwing. Com en l'etapa anterior, el programa va comptar amb una versió a l'aire lliure durant l'estiu. Va ser en el període estival del 97, el mes de juny, quan Elena va ser reemplaçada per Vanessa Martyn.
Encara que no va haver-hi modificacions de presentadors des d'aquest moment fins a setembre del 98 (quan el programa passa a Telecinco, moment en què s'incorpora una presentadora més al programa), l'escenari sí que va començar a patir canvis radicals anuals després dels estius o, a vegades, lleugers canvis de l'interior

### 4a etapa: L'emissió a Telecinco (1998-2002)
En setembre de 1998, el Club Disney passa de TVE a Tele 5. Ara comptava amb un escenari més gran, ple de consoles, ordinadors i taules, on el públic podia moure's lliurement. A més, va començar a emetre's en directe els dissabtes i diumenges i es va introduir una nova sintonia al final del programa.
El programa comptarà ara, des de la seva estrena en la cadena privada, amb quatre presentadors: Jordi Cruz, Vanessa Martyn, David Carrillo i Elena Jiménez, per la qual cosa aquesta va ser la primera vegada a la història del programa que era presentat per quatre persones (ja que l'habitual eren tres). No obstant això, igual que en les etapes anteriors, el programa va anar sofrint canvis de presentadors: a l'estiu del 2000 David Carrillo és substituït per Jimmy Castro. A partir de setembre del 2000 hi ha una nova secció presentada per Miguel Ángel Antelo, qui ensenya als televidents els recursos d'Internet i, en el 2001, amb la marxa de Jordi del programa, Antelo passa a substituir-lo com a presentador. Al setembre del 2001, Adán Yorca substitueix Miguel Ángel com a presentador del programa, el que ara els presentadors del programa seran Vanessa Martyn, Elena Jiménez, Jimmy Castro i Adán Yorca, que presentaran el programa fins a finals del 2002, quan el Club Disney serà substituït per Zona Disney.
Al setembre del 99 el Club Disney estrena el programa Art Attack, emès per Disney Channel des del 98 i presentat per Jordi Cruz, que és el programa que, a partir d'aquest moment, posava fi a cada emissió del Club Disney. Si bé Art Attack va acabar separant-se d'aquest programa i emetent-se just després que acabés El Club Disney. Al setembre del 2000 el Club Disney estrena el concurs "Relatos de miedo y misterio", que inclourà un jurat format per tres famosos. En setembre del 2001 estrena la secció "Pringados en el espacio", i en l'estiu de 2002 (que va consistir en els últims mesos d'aquesta etapa) s'introdueix la secció "Animalopo", que parlava sobre animals.
En aquesta etapa, el programa es va caracteritzar també per l'emissió fixa de determinades sèries durant tota l'etapa, és a dir, entre el 98 i el 2002, sent poques les èpoques en les quals no s'emetien. Aquestes sèries van ser: Timón y Pumba, La Banda del Patio i Pepper Ann, a més dels curts clàssics de Disney protagonitzats per Mickey, Goofy, Donald i els seus amics. Al costat d'elles, el Club va emetre temporalment altres sèries animades, com van ser: 101 dálmatas (que el programa va estrenar al setembre de 1999), Mickey Mouse Works (estrenat en setembre del 2000), Tarzan, Hércules, Marsupilami i, ja a finals del 2001, House of Mouse, Buzz Lightyear i Findemania. A més, l'estiu del 2002, el Club Disney va estrenar la sèrie Este perro es un crack. Per descomptat, el Club Disney va mantenir o va recuperar algunes sèries de les etapes anteriors, cas de Quack Pack, Doug, El pato Darkwing (les tres van continuar la seva emissió en el programa des de la seva estrena en Telecinco, al setembre del 98), Patoaventuras i La Tropa Goofy (sèrie que va recuperar en 2002).

### 5a etapa: Zona Disney (2002-2007)
Al setembre del 2002 el Club Disney es fusiona amb un programa de Disney Channel anomenat "Zona 7".
La fusió fa que sigui canviat de nom Zona Disney i els seus nous presentadors seran Ana Ruiz, José Pozo i Natalia Pallás, només quedant Jimmy Castro del repartiment anterior. A més, el sobrenom "pirata" per a referir-se als televidents serà substituït pel de "especialista". Aquesta nova etapa s'inicia amb seccions tals com "Gra. Raffitti" (en el qual una persona intentava convèncer, a càmera ràpida, a la gent que es trobava al carrer perquè intentessin copiar un quadre pictòric) i "Especialistes" (en el qual els presentadors del programa havien de realitzar difícils reptes com eren, per exemple, llançar-se al buit o ficar-se en una gàbia de lleons). Igual que a la fi de l'etapa anterior, Zona Disney tenia una secció educativa que parlava sobre animals, però en aquest cas la secció es denominava "Bestials" i consistia en el fet que diferents espècies d'animals parlaven - a través d'un suposat doblatge - sobre la forma de vida dels seus respectius ramats i sobre els problemes als quals s'enfronten diàriament. A més, Zona Disney va tenir també, des de finals del 2002 (i fins al 2004), la secció Màgia Vip, presentada pel mag Jorge Blass, qui mostrava trucs de màgia a famosos, tant nacionals com internacionals, mentre que en el 2005, mostrava trucs de màgia a la gent del carrer.
A la fi del 2003 el programa torna a TVE però, al seu torn, aquest compte amb una versió entre setmana emesa per Disney Chanel i aquesta fórmula es manté així fins a les seves cancel·lació en 2007, sent els seus últims presentadors (des del 2004) Sergio Bermúdez, Yanira Ruiz, Gonzalo Gutiérrez i Natalia Benito, mentre que Jimmy es manté en el programa fins a 2005. El programa, amb el temps, va estrenant noves seccions, com és el cas de HobbieExprex (en el qual els nens del programa descobreixen el seu hobbie i aprenen com realitzar-lo), Zooms (en el qual els presentadors parlen sobre un tema, fet o personatge concret de forma desenfadada), Est és el teu any (en el qual els presentadors informen sobre fets que van ocórrer en algun dels anys en què van néixer la majoria dels televidents, és a dir, entre el 92 i 2000), Minidocus (en el qual el programa manté la seva aposta pels documentals d'animals, informant sobre dades curioses sobre els mateixos) i Kitchen attack (en el qual els presentadors ensenyen a cuinar als nens amb ingredients sans, variant el menjar de programa en programa). En l'últim trimestre del 2006, Zona Disney recupera l'emissió de sèries d'imatge real, les quals no emetia des del 96. Així, el programa va estrenar sèries animades tals com Kim Possible (emesa des de l'inici de la nova etapa), Lilo y Stitch, Brandy & Mr. Whiskers, American Dragon i Dave, el Bárbaro, i sèries d'acció real com Raven i l'espanyola Cambio de clase. Nogensmenys el programa va ser cancel·lat el 5 d'agost de 2007, pel fet que no va poder fer front a la reducció constant del pressupost dirigit als programes infantils, sent substituït pel programa també infantil Comecaminos, que també emetia dibuixos animats, jocs i seccions educatives.

## Publicacions
Com ja assenyalem, el Club Disney estava vinculat, en els 90, a una revista infantil concreta (encara que no pertanyés al programa), que tenia per títol "Mickey Semanal" (més tard canviat de nom simplement com "Mickey"). Aquesta revista no sols permetia obtenir la targeta de participació dels concursos per correu celebrats en el programa en els 90, sinó que també contenia altres temes d'interès sobre aquest. Així, la revista publicava reportatges sobre el treball desenvolupat al club, mostrant la forma del seu enregistrament mateix o els elements que eren netejats després de cada enregistrament, entre altres coses En 1996 Ediciones B llança la revista Top Disney que, igual que l'anterior, solia tenir certs continguts del club. Durant l'etapa de tele 5, l'any 2001 (i per a competir amb altres publicacions populars com eren Dibus! i l'esmentada Top Disney, ara reconvertida en Megatop), es llança una revista basada en el propi Club que incloïa, entre altres coses, alguns còmics basats en algunes de les seves sèries (cas de Doug i de la Banda del Patio), entrevistes i respostes a preguntes que els lectors havien enviat a la revista.

## Recepció
Zona Disney va ser l'espai infantil més seguit pels nens en el 2003, de manera que La Banda del Patio i House of Mouse van ser les dues sèries infantils més vistes per ells aquest any.

## Presentadors
- Juan José Pardo (1990-1996).
- Luis Miguel Torrecillas (1990-1992)
- Susana Espelleta (1990-1992).
- Mónica Aragón (1992-1996)
- Marc Azcona (1992-1996).
- Daniel Bermejo (1996).
- Diana Wrana (1996).
- Jordi Cruz (1997-2000).
- Elena Ballesteros (1997).
- David Carrillo (1997-2000).
- Vanessa Martyn (1997-2002).
- Elena Jiménez (1998-2002).
- Jimmy Castro (2000-2005).
- José Manuel García (presentà la secció "Piratecnia" entre 2000-2001)
- Miguel Ángel Antelo (2000-2001).
- Adán Yorca (2001-2002).
- Ana Ruiz (2002-2004).
- José Pozo (2002-2004).
- Natalia Pallás (2002-2004)
- Jorge Blass (presentà la secció "Magia Vip" entre 2002-2004)
- Yanira Ruiz (2004-2007)
- Natalia Benito (2004-2007)
- Sergio Bermúdez (2004-2007)
- Gonzalo Gutiérrez (2004-2007)

## Premis
- TP d'Or al Millor Programa Infantil en 1991, 1992, 1993, 1994, 1995, 1996, 1998, 2000 i 2001.
- Premis de la ATV al Millor Programa Infantil en 1999.